# Pamplemousses (miasto)
Pamplemousses – miasto na Mauritiusie; stolica dystryktu Pamplemousses. Według danych szacunkowych, w 2014 roku liczyło 9497 mieszkańców